# Алојс Јирасек
Алојс Јирасек (Czech pronunciation: [ˈАлојс ˈјɪраːсɛк]) (23. август 1851, Хронов, Краљевина Чешка – 12. март 1930, Праг) је био чешки писац, аутор историјских романа и драма. Јирасек је био гимназијски наставник историје у Литомишлу, а касније у Прагу до пензионисања 1909. Написао је низ историјских романа прожетих вером у своју нацију и у напредак ка слободи и правди. Био је близак многим значајним личностима Чешке попут М.Алеша, Ј.В. Сладека, К.В. Раиса или З.Ј. Неједлија. Са њима је посећивао уметнички клуб у кафеу Унион. Радио је као уредник у часопису Звон и био је номинован за Нобелову награду за књижевност 1918, 1919, 1921. и 1930.

## Биографија
Алојс Јирасек рођен је 23. августа 1851. године у Хронову, у Краљевини Чешкој (данашња Чешка), која је у то време била део Аустријског царства. Рођен је у породици малих пољопривредника и ткаља скромних средстава. Отац му је био Јосеф Јирасек (1822–1901) који је у почетку радио као ткач, а затим као пекар. Његова мајка се звала Винценција Јираскова, рођена Проузова (1821–1887). Алојс је имао осморо браће и сестара: Хелену, Јозефа, Емилију, Рудолфа, Жофиеа, Божену, Адолфа и Антонина. Похађао је немачку бенедиктинску гимназију у Броумову (1863–1867) и чешку гимназију у Храдец Кралове (1867–1871). Затим је студирао историју на Карловом универзитету (1871–1874). По завршетку студија вратио се у Литомишл где је предавао историју. Такође је написао своја прва важна дела (Прича о филозофима или Psohlavci). 11. августа 1879. оженио се са Мари Подхајском. Имали су осморо деце, седам ћерки и једног сина.
1888. преселили су се у Праг. Нису били задовољни са своја прва два стана. Али, после пет година коначно су пронашли савршен стан у улици Ресл, близу данашњег трга Јирасек, где се налази споменик Алојсу. Живели су у овом стану од 1903. до његове смрти 1930. Каријеру је наставио као гимназијски професор у Прагу, као и писањем књижевних дела. Живот у Прагу пружио му је прилику да упозна чланове уметничког и научног света. Почео је да се среће са Миколашем Алешем са којим је делио исте уметничке идеје и планове. Спријатељио се са Зикмундом Винтером, К.В. Раисом, али и са млађом генерацијом, укључујући Јосефа Сватоплука Махара и Зденека Неједлија. Све његове драме написане су у Прагу. 3. јула 1908. године изабран је за члана Чешке академије уметности и науке.
Повукао се 1909. године и већину времена посветио књижевности. Често је посећивао свој родни град Хронов, али је путовао и по Европи о чему је писао у неким својим делима. Посетио је Ходско, Дрезден, Италију, Словачку и Блед.
1917. године био је један од првих који је потписао Манифест чешких писаца, што је био важан проглас који је подржавао политичке напоре да Чешка има независну земљу. 28. октобра 1918. године Изидор Захрадник и Алојс учествовали су у читању декларације о независности Чехословачке. 21. децембра 1918, Алоис је поздравио Томаша Масарика говором и много пута се састајао са њим.
Карлов универзитет доделио је Алојсу почасни докторат 1919. Средња школа у улици Ресл променила је име у Гимназија Јирасек. Постао је члан парламента у Револуционарној националној скупштини Чехословачке Републике. 1920. постао је сенатор у Народној скупштини . Био је сенатор до 1925. У парламенту је седео за странку чехословачке Националне демократије.
Политичку каријеру наставио је све док због болести више није могао да пише. У септембру 1921. напустио је Римокатоличку цркву; још увек је био хришћанин, али никада није ушао у другу Цркву. У годинама 1918, 1919, 1921 и 1930 био је номинован за Нобелову награду за књижевност.
Дана 12. марта 1930. године умро је у Прагу, али је сахрањен у свом родном граду Хронову. 15. марта, ноћ уочи његове сахране, био је парастос испред Националног музеја у Прагу. Карел Крамарж и Франтишек Соукуп одржали су тамо своје говоре. У Народном музеју одржана је национална сахрана. Будући да Алојс више није био члан ниједне цркве, Католичка црква забранила је звоњење црквених звона у Прагу. На његовој сахрани није било свештеника. Т.Г. Масарик, многи политичари, факултетски професори и дипломате присуствовали су његовој сахрани. Иван Дерер, Јарослав Квапил и Рудолф Медек одржали су говоре. После спаљивања, урну су преселили у Хронов, али су се заустављали у многим чешким градовима. Последњи део сахране догодио се у Хронову. Није било црквених звона; ожалошћени су могли чути чувене комаде Ј.Б. Ферстера.
Јирасек је један од најважнијих чешких писаца. Историјске детаље користио је за описивање доба о којем је писао. Ликови у његовим књигама стварају историју. Описао је друштвене догађаје свог доба.

### Радови
- Staré pověsti české (1894) - скуп легенди од предака Чеха, преко принца Периоса, Хусита, до периода Битке на Белој планини
- Mezi proudy (1887–1890) - о Хуситима, главни ликови - Хус, Жишка, Вацлав IV, архибискуп Јан из Јенштејна
- Proti všem (1893) - о Хуситима, изградњи Табора и бици код Виткова.
- Bratrstvo (1900–1909) - троделни роман о пропадању Хусита после битке за Липани и о препуштању њихове војске Словачкој под контролом Јана Јискре из Брандиса
- Husitský král (1920–1930) - роман, главни лик је Јиржи из Подебрада представљен као снажан владар, Алојс га због болести никада није завршио, објављена су само прва два дела
- Z Čech až na konec světa (1888) - о дипломатској мисији Јиржија из Подебрада
- Slavný den (1879) - роман смештен у године 1419-1420 који укључује и еру смрти Вацлава IV.
- Konec a počátek (1879) - роман смештен у године 1452-1453 а одвија се у замку на Литицама; расправља се о рођењу Jednota bratrská
- Zemanka (1885) - прича из доба после битке код Липана о судбинској љубави Елишке према Лаурину
- V cizích službách (1883) - роман који се одвија у 16. веку у доба Владислава Јагелоњског и који приказује трагичне судбине потомака Таборита
- Maryla (1885) - љубавна прича из доба Подебрадске
- Temno (1913–1915) - доба највећег угњетавања чешке нације. Духовни живот контролисала је Католичка црква - језуити; некатолички људи имали су тајне састанке и читали Библију и другу забрањену литературу. Због тога су их прогонили језуити. Temno је постала најпознатија чешка књига током Првог светског рата.
- Psohlavci (1884) - роман који се дешава у 17. веку
- Skaláci (1875) - о сељачкој побуни 1775
- Skály (1886) - о Тридесетогодишњем рату. Говори о породици Кринецка из Ронова.
- F. L. Věk (1888–1906) - петоделни роман, главни лик је Франтишек Ладислав Век из Добрушке. Циљ је био да се прикаже процес чешког националног препорода у Прагу и у Добрушки.
- U nás (1896–1903) - четвороделна хроника (Úhor, Novina, Osetek, Zeměžluč) која се одвија у Находу и Хронову (Падоли), главни лик је свештеник.
- Filosofská historie (1878) - о животу ученика који живе у Литомишлу и о борбама у Прагу 1848.
- Kolébka (1891) - комедија, смештена у доба Вацлава IV.
- Исељеник (1898) - драма смештена 1741. у Полице на Метуји
- M. D. Rettigová (1901) - драма
- Gero (1904) - трагедија
- Lucerna (1905) - драма која повезује стварни свет са причама.
- Vojnarka (1890) - трагедија старе љубави која никада није испуњена
- Otec (1894) - драма о зависти и похлепи
- Samota (1908) - драма
- Zkouška (1894) - драма која се одвија око Литомисла
- Zkouška (1909) - прича